# Українсько-західносахарські відносини
Українсько-західносахарські відносини — відносини між Україною та частково визнаною Сахарською Арабською Демократичною Республікою. 
ООН визнає право народу сахраві на самовизначення. САДР контролює близько 20-25% території Західної Сахари, тоді як решту контролює Марокко. 
Україна не визнає САДР і не підтримує з нею дипломатичних відносин. В травні 2023 року міністр закордонних справ України Дмитро Кулеба під час візиту до Марокко озвучив позицію України щодо Західної Сахари: Україна розглядає план Марокко щодо автономії Західної Сахари  як "серйозну базу" для розв'язання суперечки. Схожу позицію займають США, Німеччина, Іспанія, Франція, Нідерланди, Кенія, Ґватемала, Сомалі, Кабо-Верде та Мальта.